# Fiesta Mayor de la Bisbal del Ampurdán
 La Fiesta Mayor de La Bisbal del Ampurdán (en catalán: la Bisbal d'Empordà) es una fiesta tradicional y popular que se celebra en esta localidad, capital de la comarca del Bajo Ampurdán, durante la festividad de la Asunción de María.

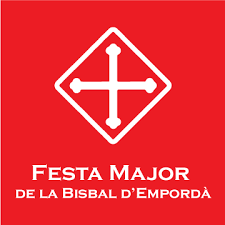
Imagen corporativa de la fiesta mayor de La Bisbal

Es una de las fiestas más conocidas del Bajo Ampurdán y de las Comarcas Gerundenses. La celebración tiene lugar los días 14, 15, 16, 17 y 18 de agosto.
Los actos de cultura populares más destacados son: Trencament del Càntir (Rotura del Cántaro), Pasacalle de Inauguración, Cortejo Histórico, Baile del Águila, Correfoc, Baile de Gigantes y Capgrossos.

## Historia
Desde el siglo XV, en La Bisbal se ha celebrado la fiesta mayor en honor a la patrona del municipio, María. Los bailes populares se celebraban en la plaza Coberta, parte de lo que hoy es la plaza Mayor. Otro de los rituales de fiesta mayor era la procesión solemne del primer día de celebración, una tradición que duró hasta el siglo XVIII. La procesión era un acto de devoción por la patrona del pueblo.
Durante el siglo XVIII, la fiesta mayor de la Bisbal empezaba por la mañana con una misa en la iglesia parroquial y por la tarde se celebraba un canto solemne, y seguidamente había una procesión por las calles de la ciudad. Una vez finalizados los actos solemnes, comenzaba el baile de corrandes y farandoles en la plaza Mayor, presidido por el alcalde y acompañado de guardias. Por la noche se volvían a celebrar bailes populares en la plaza.
A finales del siglo XIX, la fiesta se daba por empezada la noche del 14 a las cuatro de la madrugada con un repique de campanas. Por la mañana se hacía el oficio solemne en la iglesia parroquial de Santa María. A partir de las dos de la tarde se ofrecían conciertos en los casinos por las familias de la nobleza y la burguesía. Por la tarde se hacían sardanas en la plaza Mayor y a las nueve de la noche tenía lugar un castillo de fuegos artificiales.
A principios del siglo XX, la fiesta mayor continuaba teniendo como protagonistas los bailes de tarde y noche en las sedes de los distintos locales sociales de la ciudad. Algunas entidades montaban sus lujosos entoldados en la calle de Agustí Font, que en aquellos momentos era un paraje sin casas. La mañana de la víspera de Santa María -el día 14- se inauguraba la fiesta mayor con un baile de sardanas en el paseo Marimon Asprer.
A partir de los años 40 se empezó a celebrar el tradicional pasacalle de inauguración, que aún perdura a día de hoy, en el que salían a bailar y pasear a los gigantes y capgrossos para anunciar la celebración. El día 15 de agosto se realizaba el oficio solemne en la iglesia. Durante la tarde del resto de días se hacían sardanas en la plaza Mayor, donde se reunía un numeroso grupo de gente. Otra costumbre eran los conciertos de tarde en los cafés. Después de la comida familiar se acompañaba a los invitados, amigos y parientes a disfrutar de un buen ambiente musical.

## La fiesta

### Día 14
El 14 de agosto es el primer día de la fiesta mayor, considerado el día de la Vigilia, antes del día grande. Durante este día se encuentran el Pregón, el Trencament del Càntir (Rotura del Cántaro)  y el Pasacalle inaugural. Con el pasacalle de inauguración se celebra el inicio de la fiesta mayor. Antes no se ha roto el càntir (botijo), simboliza que la fiesta está cerrada dentro del botijo de cerámica, el producto típico de la localidad. Una vez se rompe el botijo, la Bisbal estalla de fiesta y comienza el pasacalle de inauguración.

### Día 15
El día 15 es el día grande de la fiesta mayor, día de la Asunción de su patrona, María. Durante ese día se celebra el Cortejo Popular,  el desfile de las figuras históricas bisbalenses (gigantes Persas, el Dragón y el Águila) al son de la copla; el oficio solemne y el Baile del Águila, dedicado a la patrona del municipio.
También es muy popular la Promenade Du Dragon, un pasacalle nocturno donde el Dragón sale de copas por los bares de la población la noche antes del correfoc y la juventud del pueblo le acompaña con cervezas, charanga y un camión con música, y la Tronada, un espectáculo de potentes y espectaculares petardos que dan el pistoletazo de salida a la Promenade . 

### Día 16
El 16 de agosto es fiesta local en La Bisbal y es el día que se celebra el Correfoc, uno de los más espectaculares de Cataluña. El correfoc de La Bisbal del Ampurdán es, por su concepción, estructura, y también por la intensidad y cantidad de fuego que se utiliza, uno de los actos más esperados de toda la fiesta y uno de los correfocs de más renombre de entre los que se hacen en Cataluña.

### Día 17
El día 17 se celebra el Baile de Gigantes y Capgrossos donde bailan los seis gigantes del pueblo, Fesolers, Perses, Rigoberta y Rufina; los capgrossos y los caballetes.

### Día 18
El 18 de agosto, último día de fiesta, se celebra el Correfoc Xiqui, el correfoc para los pequeños que no se mueve de la plaza del Castell, y la Cantada de Habaneras, entre otros actos.
En total, durante los cinco días de fiesta se celebran alrededor de unos ochenta actos, siendo la mayoría, organizados por las asociaciones de cultura popular de la población. Durante los días de fiesta es cuando más frecuentemente puede verse el bestiario popular de la población. Todas las figuras populares bisbalenses juntas dan el pistoletazo a salida a la Fiesta el día 14 por la tarde con el Pregó, la Rotura del Cántaro y el Pasacalle de inauguración por las calles céntricas del municipio.
| Día | Actos más destacados                                                                              |
| --- | ------------------------------------------------------------------------------------------------- |
| 14  | Pregón. Trencament del Càntir (Rotura del Cántaro). Pasacalle de inauguración                     |
| 15  | Oficio solemne de Fiesta Mayor. Baile del Águila. Cortejo Histórico. Tronada. Promenade Du Dragon |
| 16  | Correfoc                                                                                          |
| 17  | Baile de Gigantes y Capgrossos                                                                    |
| 18  | Correfoc Xiqui. Cantada de habaneras                                                              |

### Trencament del Càntir(Rotura del Cántaro)
El Trencament del Càntir (Rotura del Cántaro) es el acto solemne que da el pistoletazo de salida a la fiesta y tiene lugar en la plaza del Ayuntamiento la tarde del 14 de agosto. Simboliza que dentro del càntir (botijo) está la fiesta y cuando se rompe, esta sale de dentro.
El botijo cada año lo elabora un maestro ceramista diferente (la Bisbal del Ampurdán es la capital de la cerámica de Cataluña y el oficio de ceramista es el más típico del pueblo) lo rompe una personalidad destacada de la población, también diferente cada año. La figura del botijo es de color rojo y lleva la bandera del municipio pintada.
La tradición cuenta con una canción popular creada especialmente para la rotura:
Dins del càntir hi ha una festa,
i per això l’hem de trencar,
perquè en surti molta gresca,
i en poguem tots disfrutar.
Dins del càntir hi ha trempera,
molt de beure i bon menjar,
La Bisbal està de festa,
convidem tot l’Empordà.
Correfocs i cercaviles,
molts concerts i tradicions,
hi ha gegants i hi ha ballades,
i també tenim tenim bastons.
De sardanes a la plaça,
també en podràs anar a ballar,
ens trobem tots a barraques,
i empalmem fins l’endemà.
La Bisbal està de festa,
convidem tot l’Empordà

### Correfoc
El correfoc de La Bisbal d'Empordà es, por su concepción, estructura, y también por la intensidad y cantidad de fuego que se utiliza, uno de los actos más esperados de toda la fiesta y uno de los correfocs de más renombre de entre los que se hacen en Cataluña. 
Se celebra el día 16 de agosto por las calles del casco antiguo y su historia se remonta a finales de los años  cuando después de unos años de pocas manifestaciones festivas en la calle por razones políticas y de represión de cultura catalana, surgió un sentimiento entre la gente por manifestarse culturalmente. Se trata de uno de los correfocs más importantes de la provincia de Gerona y uno de los más espectaculares de Cataluña .
Antes del inicio del correfoc, a las 22:00h, suenan 3 petardos, cuando suena el tercero, se apagan las luces del pueblo para dar inicio al espectáculo. El inicio y final del acto está en la plaza del Castell. En el correfoc participan los tres Dragones de La Bisbal, además de la giganta Rigoberta.
El momento más espectacular del correfoc es el Túnel de la Muerte, donde una pequeña calle se convierte en el punto álgido del espectáculo. El correfoc finaliza con un gran castillo de fuegos en el que todos los bisbalenses y bisbalenses, se estiran y se sientan en el suelo de la plaza del Castell para contemplarlo. 

## Espacios
- Plaza del Castillo
- Plaza del Ayuntamiento
- Plaza Mayor
- Paseo Marimon Asprer (ferias y barracas)
- La Rigotaverna
- Espai Voltors

## Cortejo Histórico y Popular de la Bisbal

### Historia[8]
Los gegants (gigantes), el Drac (Dragón) y el Àliga (Águila) de la Bisbal siempre han acompañado a la población en los días de fiesta. En La Bisbal, estas figuras tienen una larga historia y danzaban por la festividad de Corpus Christi .

#### Águila
El Águila (Àliga en catalán), hecha originalmente de estructura de madera es una de las más antiguas de Cataluña. Está referenciada desde el siglo XVIII. Esta figura representa las virtudes del municipio, sobre todo la justicia. El mejor honor que podía tener un huésped era dedicarle una danza del águila. Antiguamente, se hacía danzar esta figura durante las fiestas, pero principalmente por Corpus .

#### Dragón
El Dragón (Drac en catalán) también desfilaba por Corpus. Fue construido por la comunidad de presbíteros de la parroquia entre finales del siglo XVII y principios del siglo XVIII. El Dragón simbolizaba las fuerzas del mal frente a la bondad de Dios. Durante la procesión de Corpus, la bestia esperaba quieta en un rincón que la procesión avanzara y ante la llegada del santísimo huía atemorizado tirando petardos.

#### Gigantes
Los Gigantes (Gegants en catalán) también bailaban por Corpus. La pareja siempre acompañada de capgrossos precedían a la cruz procesional que abría la comitiva. Los Gigantes simbolizaban las ciudades y sólo tenían las poblaciones de cierta categoría. Los primeros gigantes de la Bisbal, los Fesolers, son del año 1620. Los gigantes se reformaron en varias ocasiones y en 1925 se convirtieron en Reyes Católicos por decisión del Ayuntamiento de la dictadura de Primo de Rivera .

### Dragón y Águila de la Bisbal - Bien Cultural de Interés Nacional
El Àliga de la Bisbal es la más antigua que se conserva en Cataluña, con más de 400 años de historia, y el Dragón de La Bisbal es el segundo más antiguo de Cataluña, sólo por detrás del Dragón de Vilafranca del Penedès. Tanto el Águila como el Dragón son figuras  cultural de interés nacional, una categoría otorgada por la Generalitat de Catalunya.
Cada 15 de agosto, el Águila baila a los pies del altar de la iglesia de Santa María para dedicar su baile a María, patrona de La Bisbal. Baila ante el cura, los miembros de la iglesia, el alcalde y los concejales de la ciudad. Las dos figuras participan el cortejo Histórico después de la Misa de Fiesta Mayor.
Las bestias que actualmente bailan por las calles por fiestas y pasacalles son una réplica de las figuras originales que se guardan en dos capillas de la parroquia de Santa María, donde se pueden visitar gratuitamente.

### Gigantes
- Gigantes Persas: Esta pareja de gigantes fue la segunda pareja que disfrutó el pueblo de La Bisbal. Construidos en 1955 en la Escuela de Bellas Artes y Oficios de La Bisbal por los propios alumnos de la escuela dirigidos por el maestro Joan Turbau. Son propiedad del ayuntamiento. Se han mantenido originalmente hasta el día de hoy. En el verano del 2013 se realizó una primera remodelación debido al desgaste de la ropa a los 60 años donde se cambiaron las capas y los sombreros. [10]
- Gigantes Fesolers: Réplica de la pareja histórica del año 1902. [11] El gigante viste de rey moro, lleva una porra y un gordo bigote de alambre. La gigante simboliza a una dama de finales de siglo pasado y lleva una mantilla y pendientes pendulares. Corre la leyenda de que en tiempos de mucha hambruna el Ayuntamiento de La Bisbal cambió un saco de frijoles por una pareja de gigantes en el pueblo de Vulpellac. Esta pareja les bautizaron “los Fesolers”. Ésta es una leyenda que gusta explicar a los del grupo pero se duda su veracidad. Básicamente porque se duda de que un pueblo tan pequeño como Vulpellac tuviera gigantes. Lo que sería más probable es que alguien del pueblo los construyera y los entregara a La Bisbal a cambio de los frijoles de la leyenda. En 1905 el maestro Joan Coromina, de la Escuela de Bellas Artes y Oficios de la Bisbal, se le encomendó el trabajo de reformarlos para aliviarlos ya que nadie quería llevarlos debido a su elevado peso. Sólo se sabe que a la gigantesca, llamada Coromina, la atajó como una dama medieval con un cucurujo en la cabeza. Alrededor de 1925 otro profesor, Francesc Sala, les volvió a reformar por orden del Ayuntamiento debido a la dictadura de Primo de Rivera que quería españolizar hasta la más pequeña migaja de cultura catalana. El señor Sala los reconvirtió en los Reyes Católicos, tal y como el Ayuntamiento quería, símbolo de la unidad de España, que no se realizó hasta 1714 por tanto los trajes representaban épocas más antiguas. Se rumorea que en los años 60 estos gigantes fueron vendidos a un anticuario que a su vez los revendió a Salvador Dalí que dicen que los quemó. Pero sólo es un rumor. [12] La leyenda habla de los Gigantes Fesolers originales.
- Giganta Rigoberta: Fue construida a partir de un cabezudo por el grupo de teatro Mitja Nota en el año 1982. Representa a una mujer que le gusta disfrutar de la vida. Su segundo nombre es “Fiesta Mayor”. Le encanta mojar a la gente con el agua que saca por el pecho haciendo reír a todo el mundo. Es la giganta más popular de la población. Desde su estreno ha cambiado de vestimenta en varias ocasiones, ya que participa en todo tipo de actos, como el Correfoc.
- Giganta Rufina: Representa a la patrona de los ceramistas, el oficio tradicional de la ciudad. Su peculiaridad es sacar la lengua a la gente de manera descarada.

### Capgrossosy caballetes
La Bisbal cuenta con cinco capgrossos (cabezudos) y cinco cavallets (caballetes) que bailan por las calles del municipio por la fiesta mayor.

### Dragones
- Dragón de la Bisbal: Es la réplica del dragón original, el segundo más antiguo de Cataluña. Se construyó en 1995 con el objetivo de poder sacarlo a hacer pasacalles y correfocs, ya que el original fue declarado pieza de museo. Tiene 7 puntos de fuego.
- Drac de Dracs (Dragón de Dragones): Creado en 1983 por el grupo de teatro Mitja Nota para participar en bailes de diablos, correfocs y espectáculos similares. Tiene 9 puntos de fuego.
- Dragolí : Es el Dragón de La Bisbal a escala reducida. Es la bestia de fuego infantil. Tiene 4 puntos de fuego.

### Águila
Ave rapace que representa el poder del municipio. Como elemento festivo de poder, ha sido tradicionalmente la encargada de honrar a los visitantes y las autoridades. El Águila original de la Bisbal es la más antigua que se conserva en Cataluña. Cada 15 de agosto baila frente a la patrona de la ciudad.

### Voltors
- Voltor: Bestia popular de la Asociación Voltors. En 2008 el escultor Ramon Aumedes transformó el dibujo del voltor en escultura. Sus dimensiones lo hacen espectacular.[13] Tiene una anchura de 452 cm y una altura de 190 cm.
- Voltora: Figura femenina del Voltor. Inaugurada en 2010.
- Voltorets/etes : Figuras infantiles. 2 voltorets y 2 voltoretes. Estrenados en 2010.

### Bestiesa
Figura del Grup de Dones (Grupo de Mujeres de La Bisbal). Diseñada y construida por Núria Efe. Tiene cara de lechuza, alas de víbria (hembra del dragón) y colas de sirena.